# San Muñoz
San Muñoz és un municipi de la província de Salamanca a la comunitat autònoma de Castella i Lleó. Limita al Nord amb Aldehuela de la Bóveda, a l'Est amb Olleros (municipi de Carrascal del Obispo) i La Sagrada, al Sud amb Abusejo i a l'Oest amb Cabrillas i La Fuente de San Esteban.

## Demografia
| 1991 | 1996 | 2001 | 2004 |
| ---- | ---- | ---- | ---- |
| 426  | 380  | 346  | 324  |